# تغییر چهره (ترانه جیمین)
«تغییر چهره» (انگلیسی: Face-off) ترانه‌ای از خوانندۀ اهل کره جنوبی، جیمین از بی‌تی‌اس برای نخستین آلبوم استودیویی او به نام صورت است. این ترانه در ۲۴ مارس ۲۰۲۴ توسط بیگ هیت میوزیک منتشر شد.

## جدول‌های موسیقی
| جدول (۲۰۲۳)                                        | بالاترین جایگاه |
| -------------------------------------------------- | --------------- |
| تک‌آهنگ‌های دیجیتال ژاپن (اوریکون)                   | ۳۴              |
| تک‌آهنگ‌های داغ نیوزیلند (آرام‌ان‌زی)                  | ۲۵              |
| کره جنوبی (گائون)                                  | ۶۴              |
| ترانه‌های دیجیتال ایالات متحده (بیلبورد)            | ۸               |
| فروش جهانی ترانه‌های دیجیتال ایالات متحده (بیلبورد) | ۴               |